# كول هوسر
كول كينيث هوسر (بالإنجليزية: Cole Kenneth Hauser)‏ ممثل أفلام وتلفزيون أمريكي ولد في يوم 22 مارس 1975 في مدينة سانتا باربارا، كاليفورنيا الولايات المتحدة من أبرز الأفلام التي مثلها هو فلم السرعة والغضب 2.
والده هو "كاس وارنر" المؤسس لشركة الإنتاج "وارنر سيستر"، وجده هو " دوايت هاوزر" الحاصل على جائزة الأوسكار كما أن جده الأكبر هو "هاري وارنر" أحد مؤسسي شركة "وارنر بروس. على الرغم من أن أجداد "كول" حظوا بشهرة كبيرة وتلقوا عدد كبير من الجوائز إلا أنه لم يتمكن من خطف الجوائز وأقصى ما حصل عليه جائزة أفضل ممثل مبتدئ عام 2003 في مهرجان "يونغ هوليوود" وترشح أيضاً لجائزة أفضل ممثل مساعد عن دوره في فيلم Tigerland .

## أعماله
| الدور/الوظيفة          | خيارات            |
| ---------------------- | ----------------- |
| الجري مع الشيطان       | المنفذ            |
| Yellowstone 2          |                   |
| متنزه يلوستون الوطني   | ريب ويلر          |
| أعمال العنف            | ديكلان مكجروجر    |
| Transcendence          |                   |
| جارهيد                 |                   |
| A Good Day to Die Hard | كولينز            |
| Olympus Has Fallen     |                   |
| The Hit List           |                   |
| Chase                  | جيمي جودفري       |
| Like Dandelion Dust    | جاك كامبل         |
| تعذيب                  | كيفن              |
| The Stone Angel        |                   |
| The Cave               |                   |
| Tears of the Sun       | جيمس أتكينز (ريد) |
| 2 Fast 2 Furious       | كارتر فيرون       |
| Hart's War             | فيك بيدفورد       |
| Pitch Black            | جونز              |
| The Hi-Lo Country      | ليتل بوي ماتسون   |
| Higher Learning        | سكوت موس          |

## روابط خارجية
- كول هوسر على موقع IMDb (الإنجليزية)
- كول هوسر على موقع ألو سيني (الفرنسية)
- كول هوسر على موقع ميوزك برينز (الإنجليزية)
- كول هوسر على موقع تيرنر كلاسيك موفيز (الإنجليزية)
- كول هوسر على موقع أول موفي (الإنجليزية)
- كول هوسر على موقع قاعدة بيانات الأفلام السويدية (السويدية)
- كول هوسر على موقع إن إن دي بي (الإنجليزية)
- كول هوسر على موقع قاعدة بيانات الفيلم (الإنجليزية)
- كول هوسر على موقع كينوبويسك (الروسية)